# Edmund Monson
Sir Edmund Monson, 1. baronet (anglicky Sir Edmund Monson, 1st Baronet Monson of Thatched Park) (6. října 1834 Seal, Kent, Anglie – 28. října 1909 Londýn) byl britský diplomat. Jako příslušník staré staré šlechtické rodiny a absolvent Oxfordské univerzity působil od mládí v diplomacii, vystřídal řadu nižších postů v Evropě a jižní Americe. Svou kariéru završil jako britský velvyslanec ve Vídni (1893–1896) a Paříži (1896–1905).

## Životopis

Erb Sira Edmunda Monsona

Pocházel ze staré šlechtické rodiny, narodil se jako třetí syn Williama Monsona, 6. barona Monsona (1796–1862). Po středoškolském vzdělání na Eton College absolvoval univerzitní studia v Oxfordu a v roce 1856 vstoupil do diplomatických služeb. V počátcích kariéry byl jeho mentorem Richard Lyons a Monson se tak zařadil ke generaci diplomatů označovaných jako lyonská diplomatická škola (Frank Lascelles, Maurice de Bunsen). Začínal jako attaché v Paříži, poté zastával další funkce na vyslanectvích ve Washingtonu, Bruselu nebo Hannoveru. V roce 1865 dočasně opustil služby ministestva zahraničí a neúspěšně kandidoval ve volbách do Dolní sněmovny.
V roce 1869 se vrátil do diplomatických služeb a zastával funkci konzula na Azorech (1869–1871), po návratu do Evropy byl generálním konzulem v Budapešti a velvyslaneckým tajemníkem ve Vídni, odkud byl pověřen několika misemi na Balkán, v roce 1878 byl dekorován Řádem lázně. V roce 1879 byl přeložen do jižní Ameriky a v letech 1879–1884 byl zplnomocněným ministrem a generálním konzulem v Uruguay. V roce 1884 byl jmenován vyslancem pro Argentinu a Paraguay, ale téhož roku se vrátil do Evropy a v letech 1884–1888 byl vyslancem v Kodani, následně pak v Athénách (1888–1892) a krátce v Bruselu (1892–1893). V roce 1886 obdržel rytířský kříž Řádu sv. Michala a sv. Jiří s nárokem na šlechtický titul Sir. Velkokříž téhož řádu získal v roce 1892 a při příležitosti narozenin královny Viktorie obdržel velkokříž Řádu lázně (1896).

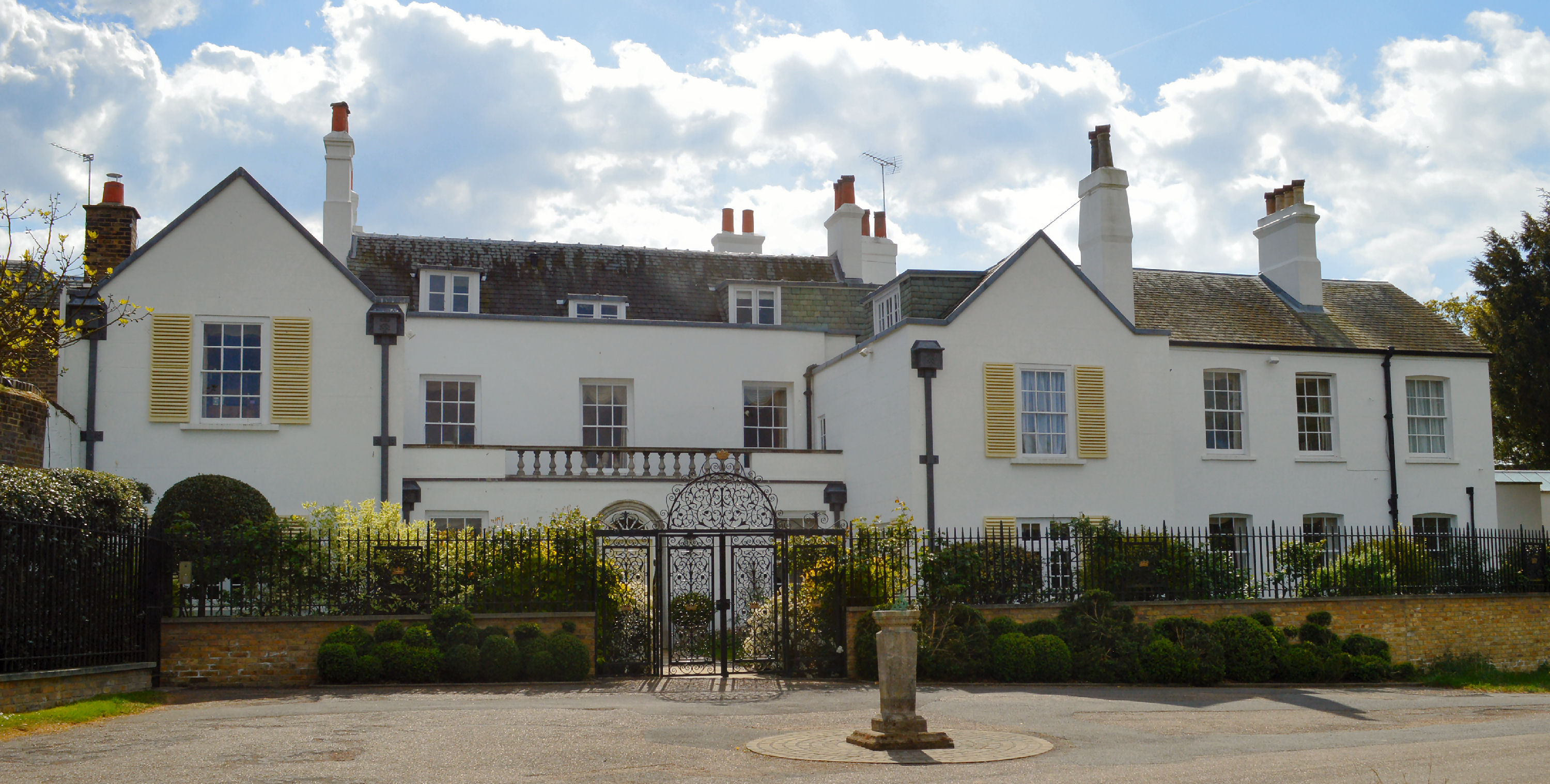
Venkovské sídlo Thatched House Lodge (Surrey)

V letech 1893–1896 byl britským velvyslancem ve Vídni, jako velvyslanec byl zároveň jmenován členem Tajné rady. Nakonec byl v letech 1896–1905 velvyslancem v Paříži. Oproti předchozím letům korektních vztahů mezi Francií a Británií se Monson v Paříži musel potýkat s několika konflikty, které obě země diplomatickou i vojenskou formou vedly v koloniích v Africe a Asii. Při příležitosti návštěvy Eduarda VII. ve Francii obdržel velkokříž Viktoriina (1903), byl také dekorován francouzským Řádem čestné legie.
Po odchodu do výslužby byl povýšen na baroneta (1905) a dostal k užívání venkovský dům Thatched House Lodge na předměstí Londýna. Mimo jiné byl také nositelem čestných doktorátů univerzit v Oxfordu a Cambridge.
Jeho manželkou byla Eleanor Munro (1861–1919), vzali se v roce 1881 v Montevideu, kde byl její otec James St John Munro Monsonovým předchůdcem na postu generálního konzula. Z manželství se narodili tři synové, všichni zemřeli bez potomstva a postupně zdědili titul baroneta. Prostřední syn Sir Edmund Monson (1883–1969) působil také v diplomacii, v meziválečném období byl vyslancem v Mexiku (1929–1934), pobaltských státech (1934–1937) a nakonec ve Švédsku (1938–1939).
Edmundův starší bratr William John Monson, 7. baron Monson (1828–1892), byl jako dědic peerského titulu dlouholetým členem Sněmovny lordů, zastával vysoké funkce u dvora, kde byl mimo jiné nejvyšším štolbou a v roce 1886 získal titul vikomta.